# Каміньков Петро Севастянович
Каміньков Петро Севастянович - учитель-педагог, засновник педагогічної династії Камінькових, почесний громадянин Нижньосірогозького району.

## Біографія та трудова діяльність
Народився в 1930 році в с. Новоолександрівка Нижньосірогозського району Херсонської області.
Закінчив Херсонський педагогічний інститут за фахом – вчитель математики та фізики.
Трудову діяльність П.С. Каміньков розпочав в 1951 році вчителем математики. 
Має загальний педагогічний стаж 39 років, з них директором Новоолександрівської школи - 36 років ( працював на посаді з 1955 року до 1990 року).
Каміньков Петро Севастянович плідно працював не лише на освітянській ниві, а й брав активну участь у громадському житті села Новоолександрівка. Протягом багатьох років з 1974 року по 1992 рік він був депутатом сільської ради та членом виконкому. 
Завжди проявляв принциповість, наполегливість при вирішенні проблемних питань, умів досягати поставленої мети. Намагався встигати скрізь, де потрібна була його допомога чи порада.
П.С. Каміньков є засновником педагогічної династії Камінькових, яка на сьогодні налічує 21-го вчителя з сумарним педагогічним стажем 565 років.
Помер 18 вересня 2022 року.

## Суспільне визнання
За роки роботи П.С. Каміньков був нагороджений знаками «Відмінник освіти», «Відмінник народної освіти УРСР», медаллю «За трудову відзнаку». Неодноразово відзначений почесними грамотами обласної ради, обласної адміністрації, обласного відділу освіти, а також грамотами районного рівня.
П.С. Каміньков є почесним громадянином Нижньосірогозького району (це звання присвоєно йому за багаторічну педагогічну діяльність та чітку громадську позицію рішенням XIX сесії Нижньосірогозької  районної ради сьомого скликання від 22 серпня 2017 року № 483).